# Kitz
Kitz è una serie televisiva tedesca ideata da Vitus Reinbold e Niko Schulz-Dornburg, prodotta da H&V Entertainment e Odeon Fiction e distribuita in streaming a partire dal 30 dicembre 2021 sulla piattaforma Netflix. Protagoniste della serie sono Sofie Eifertinger e Valerie Huber; altri interpreti principali sono Bless Amada, Zoran Pingel e Ben Felipe.
Della serie è stata prodotta un'unica stagione, composta da 6 episodi.

## Trama
Con l'avvicinarsi dell'anniversario della morte del fratello gemello Joseph, avvenuta in un incidente stradale nella notte del Capodanno precedente mentre stava per recarsi dalla fidanzata sotto una folte coltre di neve, la diciannovenne Lisi Madlmeyer, che vive nella rinomata località sciistica austriaca di Kitzbühel, decide di vendicarsi della persona che ritiene moralmente responsabile, ovvero la donna di cui il ragazzo era innamorato, la famosa influencer e modella tedesca Vanessa von Höhenfeldt, giunta da Monaco di Baviera a Kitzbühel per trascorrere le vacanze assieme al nuovo fidanzato Dominik.  Lisi si insinua così nella vita privata di Vanessa, guadagnandosi la sua fiducia e la sua amicizia e facendosi assumere come cameriera nella lussuosa villa di quest'ultima: le conseguenze saranno tragiche.

## Episodi
| Stagione       | Puntate | Prima TV |
| -------------- | ------- | -------- |
| Prima stagione | 6       | 2021     |

## Personaggi e interpreti
- Lisi Madlmeyer, interpretata da Sofie Eifertinger (s. 1-)
- Vanessa von Höhenfeldt, interpretata da Valerie Huber (s. 1)
- Dominic Reid, interpretato da Bless Amada (s. 1-). È il fidanzato di Vanessa.
- Kosh Ziervogel, interpretato da Zoran Pingel (s. 1-).
- Hans Gassner, interpretato da Ben Felipe.
- Georg Madlmeyer, interpretato da Johannes Zeiler . È il padre di Vanessa.
- Mitzi Madlmeyer, interpretata da Tatjana Alexander. È la madre di Vanessa.
- Pippa, interpretata da Krista Tcherneva. È la migliore amica di Vanessa.[2]
- Regine Forsell, interpretata da Florence Kasumba.
- Conny Breidenbacher, interpretato da Andreas Pietschmann.
- Claire von Höhenfeldt , interpretata da Nadeschda Brennicke

## Ascolti
Kitz fu la serie di Netflix più seguita in Austria nella settimana dal 3 al 9 gennaio 2022.

## Premi e riconoscimenti
- Premio Romy:
  - 2022: Candidatura come attrice preferita ina serie televisiva a Valerie Huber
- New Faces Award:
  - 2022: Candidatura a Bless Amada
- Quotenmeter-Fernsehpreis
  - 2022: Candidatura come miglior serie televisiva[9]